# 2017 en sociologie
| Années de la sociologie : 2014 - 2015 - 2016 - 2017 - 2018 - 2019 - 2020    |
| Décennies de la sociologie : 1980 - 1990 - 2000 - 2010 - 2020 - 2030 - 2040 |

L'année 2017 a connu, dans le domaine de la sociologie, les faits suivants. 

## Événements

### Octobre
- Controverse autour de la sortie de l'ouvrage Le danger sociologique de Gérald Bronner et Étienne Géhin, édité aux éditions PUF[1].